# Starigrad (Senj)
Starigrad is een plaats in de gemeente Senj in de Kroatische provincie Lika-Senj. De plaats telt 11 inwoners (2001).